# Metspöfisket
Metspöfisket (franska: La pêche à la ligne) är en oljemålning av François Boucher från 1757.
Målningen är en av tio utvalda av franska konstinstirutioner för att representera fransk konst i Europeanas konstprojekt med europeisk konst 2016.